# Liste der Baudenkmäler in Salching
Auf dieser Seite sind die Baudenkmäler in der niederbayerischen Gemeinde Salching zusammengestellt. Diese Tabelle ist eine Teilliste der Liste der Baudenkmäler in Bayern. Grundlage ist die Bayerische Denkmalliste, die auf Basis des Bayerischen Denkmalschutzgesetzes vom 1. Oktober 1973 erstmals erstellt wurde und seither durch das Bayerische Landesamt für Denkmalpflege geführt wird. Die folgenden Angaben ersetzen nicht die rechtsverbindliche Auskunft der Denkmalschutzbehörde.

## Baudenkmäler nach Ortsteilen

### Salching
| Lage                          | Objekt                              | Beschreibung                                                                                                  | Akten-Nr.              | Bild           |
| ----------------------------- | ----------------------------------- | --- | ---------------------- | -------------- |
| Brückenstraße 29 (Standort)   | Kreuzigungsgruppe                   | Christus am Kreuz mit Assistenzfiguren Maria, Johannes und Maria Magdalena, Kupfergalvanoplastiken, nach 1893 | D-2-78-182-12 Wikidata | BW             |
| Brückenstraße 30 (Standort)   | Kapelle                             | Wegkapelle, neuromanisch, drittes Viertel 19. Jahrhundert; mit Ausstattung                                    | D-2-78-182-4 Wikidata  | Kapelle        |
| Brückenstraße 35 (Standort)   | Gasthaus                            | mit Halbwalmdach und ornamentiertem Türgewände, um 1840/50                                                    | D-2-78-182-1 Wikidata  | BW             |
| Brückenstraße 37 (Standort)   | Katholische Filialkirche St. Petrus | kleine spätromanische Anlage, barock ausgebaut, um 1900 verändert, Turm 18. Jahrhundert; mit Ausstattung      | D-2-78-182-2 Wikidata  | weitere Bilder |
| Carl-Laux-Straße 2 (Standort) | Gutshof                             | Hauptbau mit Treppengiebel, drittes Viertel 19. Jahrhundert                                                   | D-2-78-182-3 Wikidata  | BW             |

### Kirchmatting
| Lage                      | Objekt                               | Beschreibung                             | Akten-Nr.             | Bild                                 |
| ------------------------- | ------------------------------------ | ---------------------------------------- | --------------------- | ------------------------------------ |
| Kirchmatting 1 (Standort) | Katholische Filialkirche St. Michael | einheitlich erbaut 1718; mit Ausstattung | D-2-78-182-5 Wikidata | Katholische Filialkirche St. Michael |

### Matting
| Lage                 | Objekt                                    | Beschreibung                                                                                | Akten-Nr.             | Bild                                      |
| -------------------- | ----------------------------------------- | ------------------------------------------------------------------------------------------- | --------------------- | ----------------------------------------- |
| Matting 1 (Standort) | Katholische Wallfahrtskirche Mariä Geburt | Neubau 1716; mit Ausstattung; ehemalige Einsiedlerklause, neben der Kirche, 18. Jahrhundert | D-2-78-182-6 Wikidata | Katholische Wallfahrtskirche Mariä Geburt |
| Matting 9 (Standort) | Taubenkobel                               | Hierzu gemauerter Taubenkobel auf Pfeiler, zweites Viertel 19. Jahrhundert                  | D-2-78-182-7 Wikidata | BW                                        |

### Oberpiebing
| Lage                            | Objekt                               | Beschreibung                                                                         | Akten-Nr.              | Bild                                 |
| ------------------------------- | ------------------------------------ | ------------------------------------------------------------------------------------ | ---------------------- | ------------------------------------ |
| am Weg nach Riedling (Standort) | Bildstock                            | Pestsäule, 17. Jahrhundert                                                           | D-2-78-182-11 Wikidata | BW                                   |
| Dorfstraße 2 (Standort)         | Wohnhaus                             | mit reicher Rauputzgliederung und steinernem Figurenschmuck, um 1890                 | D-2-78-182-9 Wikidata  | BW                                   |
| Dorfstraße 3 (Standort)         | Katholische Pfarrkirche St. Nikolaus | neugotische Anlage; mit Ausstattung; Ölberg und Kriegerdenkmal an der Friedhofsmauer | D-2-78-182-8 Wikidata  | Katholische Pfarrkirche St. Nikolaus |
| Dorfstraße 10 (Standort)        | Ehemaliges Pfarrhaus                 | stattlicher Bau mit flachem Walmdach, Mitte 19. Jahrhundert, modern ausgebaut        | D-2-78-182-10 Wikidata | BW                                   |